# Xenotransplantatie
Xenotransplantatie is het transplanteren van organen of weefsels tussen verschillende soorten (meestal tussen mens en dier).
Dit is bij een intact immuunsysteem nagenoeg onmogelijk, doordat transplantaten van een andere soort zo sterk verschillen van de eigen soort en de eigen lichaamseiwitten en hun aanhangende polysachariden dat een dergelijk transplantaat zeer snel door het afweersysteem van de gastheer zal worden aangevallen en vernietigd. Om dit probleem, dat onvermijdelijk is bij xenotransplantatie, te omzeilen worden de volgende wegen bewandeld: 
- Het transplantaat wordt zodanig bewerkt dat het uit zo weinig mogelijk verschillende, en zo min mogelijk immunogene bestanddelen bestaat. Een voorbeeld is de transplantatie van hartkleppen van varkens bij mensen, wat al jaren routinematig wordt gedaan. Dit transplantaat bestaat uit celvrij bindweefsel dat speciaal is behandeld. Het transplanteren van hartkleppen is geen xenotransplantatie, want de gebruikte hartkleppen zijn geen levend materiaal meer.[1]

- Door genetische modificatie van de donorsoort wordt getracht de belangrijkste immunogene lichaamsvreemde eiwitten van die soort te vervangen door menselijke, waardoor verwacht kan worden dat de afstotingsreacties minder hevig zullen worden. Praktische toepassingen stuiten op ethische bezwaren en wetten die de ethiek van mens en dier trachten te beschermen als het gaat om genetische modificatie en dierproeven.

In het verleden zijn proeven gedaan met xenotransplantatie, zo is er in 1964 een experiment geweest waarbij zes mensen een nier kregen van een chimpansee. Deze patiënten overleden echter binnen korte tijd. In 2022 kreeg een patiënt een hart van een genetisch gemanipuleerd varken ingeplant, maar ook deze overleed twee maanden later.